# 駐秘魯臺北經濟文化辦事處
駐秘魯臺北經濟文化辦事處（西班牙語：Oficina Económica y Cultural de Taipei en el Perú），亦稱駐秘魯代表處，是中華民國政府派駐秘魯共和國的代表機構。
辦事處負責推動臺灣與秘魯之間的經貿、觀光、文化、學術、科技等各層面的雙邊關係，以及辦理護照、簽證、文件證明等领事相關業務，並提供僑民服務與旅外國人急難救助，功能等同邦交國的大使館。館務轄區為玻利維亞。
秘魯政府派駐臺灣的代表機構則是秘魯駐臺北商務辦事處。

## 歷史
1978年1月1日，中華民國於首都利馬設立駐秘魯遠東貿易中心（Centro Comercial del Lejano Oriente, Lima, Perú）。
1990年11月5日，秘魯總統阿尔韦托·藤森核定第RE014號最高行政命令，同意將遠東貿易中心改名為具大使館功能的駐秘魯臺北經濟文化辦事處。並設立領務組、業務組、經濟組、新聞組負責相關事務。

## 外部連結
- 駐秘魯臺北經濟文化辦事處的Facebook、Twitter